# 중화항공 140편 추락 사고
중화항공 140편 추락사고(중국어: 中華航空140號班機空難)는 1994년 4월 26일 20시 15분 45초(UTC 11시 15분 45초)에 일본 나고야 비행장에 여객기가 착륙 중 조종사의 잘못으로 실속하여 추락한 사고다. 이 사고로 탑승자 271명 중 264명이 사망하고 7명이 부상을 입었다.

## 승객
| 나라        | 승객 | 승무원 | 합계 |
| ----------- | ---- | ------ | ---- |
| 중화민국    | 63   | 15     | 78   |
| 일본        | 153  | 0      | 153  |
| 필리핀      | 1    | 0      | 1    |
| 국적 불분명 | 39   | 0      | 39   |
| 합계        | 256  | 15     | 271  |

## 같이 보기
- 중국국제항공 129편 추락 사고